# Campeonato Nacional da Divisão de Honra 2016
Der Campeonato Nacional da Divisão de Honra 2016 war die dritthöchste Spielklasse im Fußball auf der Insel São Tomé, einem Teilstaat des afrikanischen Inselstaates São Tomé und Príncipe. Die Saison wurde mit zehn Mannschaften ausgetragen. Jede Mannschaft absolvierte 16 oder 17 Spiele in einer Hin- und Rückrunde.
| Pl.                    | Verein                   | Sp. | S  | U | N  | Tore    | Diff. | Punkte |
| ---------------------- | ------------------------ | --- | -- | - | -- | ------- | ----- | ------ |
| 1.                     | 6 de Setembro            | 17  | 12 | 3 | 2  | 048:170 | +31   | 39     |
| 2.                     | Ribeira Peixe (A)        | 17  | 10 | 5 | 2  | 031:150 | +16   | 35     |
| 3.                     | UD Santa Margarida       | 17  | 7  | 6 | 4  | 022:210 | +1    | 27     |
| 4.                     | Diogo Vaz                | 17  | 8  | 1 | 8  | 029:270 | +2    | 25     |
| 5.                     | Andorinha SC             | 17  | 7  | 3 | 7  | 032:310 | +1    | 24     |
| 6.                     | CD Conde                 | 16  | 7  | 3 | 6  | 020:230 | −3    | 24     |
| 7.                     | Desportivo Otótó         | 17  | 6  | 3 | 8  | 025:270 | −2    | 21     |
| 8.                     | Varzim SC                | 17  | 4  | 6 | 7  | 025:370 | −12   | 18     |
| 9.                     | GD Cruz Vermelha         | 17  | 4  | 3 | 10 | 028:480 | −20   | 15     |
| 10.                    | Benfica Porto Alegre (A) | 16  | 2  | 1 | 13 | 021:350 | −14   | 07     |
| Stand: Saisonende 2016 |                          |     |    |   |    |         |       |        |

Platzierungskriterien: 1. Punkte – 2. Tordifferenz – 3. geschossene Tore